# نازاریان
نازاریان (زبان ارمنی: Նազարյան), یکی از نام‌های خانوادگی رایج در میان ارمنیان می‌باشد.
- آدرین نازاریان
- آرمن نازاریان
- آرمن نازاریان (جودوکا)
- استپانوس نازاریان
- بروس نازاریان
- رافائل نازاریان
- روبرت نازاریان
- ینووک نازاریان
- هامو بیک-نازاریان
- آرگ نازاریان
- لنا نازاریان
- ادموند نازاریان
- ولادیمیر نازاریان
- گاروش بک‌نازاریان
- پیش‌نویس:آنا نازاریان
- لمیک نازاریان